# Prix de l'Académie des sciences d'outre-mer
L’Académie des sciences d'outre-mer (anciennement Académie des sciences coloniales) est une société savante créée en 1922 dont le domaine d'activité concerne principalement la géographie et l'histoire générale en Afrique, Amérique latine, Asie, Océanie.

## Liste des prix décernés par l'Académie
- Prix Eugène-Étienne, créé en 1934 et décerné jusqu'en 1993[2].
- Prix maréchal-Louis-Hubert-Lyautey, créé en 1934.
- Prix Georges-Bruel, créé en 1951 et décerné jusqu'en 1993[2].
- Prix Emmanuel-André-You, créé en 1953 et décerné jusqu'en 1993[2].
- Prix Monsieur et Madame Louis-Marin, créé en 1976.
- Prix Auguste-Pavie, créé en 1983.
- Prix Paul-Rivet, créé en 1984 et décerné jusqu'en 1994[2].
- Prix Pierre-Chauleur, créé en 1987 et décerné jusqu'en 1993[2].
- Prix Robert-Delavignette, créé en 1987.
- Prix Robert-Cornevin, créé en 1990.
- Prix Albert-Bernard, créé en 1993.
- Prix Paul-Bourdarie, créé en 2002.
- Prix Luc-Durand-Réville, créé en 2002.
- Prix Paul-Bouteiller, créé en 2011.
- Prix La-Renaissance-française, créé en 2011.
- Prix d’Encouragement à la recherche, créé en 2015.